# 全国森林レクリエーション協会
一般社団法人全国森林レクリエーション協会（いっぱんしゃだんほうじんぜんこくしんりんレクリエーションきょうかい）は、森林内におけるレクリエーション利用等を促進するために活動する一般社団法人。

## 森林レクリエーション
森林レクリエーションは、自然探索、ハイキング、ピクニック、登山、キャンプ、きのこ狩り、釣り、オリエンテーリング、ネイチャーゲームなど森林内で行うレジャー活動の総称。

## 協会の活動目的
森林資源の有効活用、森林環境の保全等との調和の観点に立って、森林のレクリエーション利用の推進と林業経営の活性化等に寄与するとともに、国有林野等の利活用に関する調査研究等を行うことにより、地域社会の発展に資することを目的する。

## 森林インストラクターの資格認定
1991年から、森林インストラクターの資格認定を行っている。森林インストラクターは、森林を利用する一般の人に対して森林の案内や森林内での野外活動を指導する者をいう。